# Pholcus sidorenkoi
Espèce
Pholcus sidorenkoi est une espèce d'araignées aranéomorphes de la famille des Pholcidae.

## Distribution
Cette espèce se rencontre au Tadjikistan et en Russie dans l'oblast de Samara,.

## Description
Le mâle étudié par Huber en 2011 mesure 6,0 mm.

## Étymologie
Cette espèce est nommée en l'honneur de M. V. Sidorenko.

## Publication originale
- Dunin, 1994 : Pholcus sidorenkoi sp. n., a new species of pholcid spiders (Aranei, Haplogynae, Pholcidae) from the Volga region. Zoologicheskii zhurnal, vol. 73, no 3, p. 136-138.